# 两歧五加
两歧五加（学名：Eleutherococcus divaricatus）为五加科五加属的植物。分布于日本以及中国大陆的浙江、江苏、湖北等地，生长于海拔200米至1,800米的地区，多生长于山坡灌丛、路边灌丛或山坡林缘，目前尚未由人工引种栽培。

## 异名
- Acanthopanax divaricatus (Sieb. et Zucc.) Seem.